# ثيودور غرانت غراي
ثيودور غرانت غراي (بالإنجليزية: Theodore Grant Gray)‏ هو طبيب نفسي نيوزيلندي، ولد في 31 يناير 1884 في أبردين في المملكة المتحدة، وتوفي في 8 سبتمبر 1964 في ويلينغتون في نيوزيلندا.